# Le Petit Bras de la Seine à Argenteuil
Le Petit Bras de la Seine à Argenteuil est une peinture à l'huile de Claude Monet qu'il réalise en 1872 ; elle est conservée à la National Gallery de Londres.

## Description
C'est un paysage inhabituellement conventionnel, comparé à d'autres peintures qu'il réalise durant son séjour à Argenteuil ; le style est typique de certaines scènes fluviales peintes à la même époque par Charles-François Daubigny et Corot, comme Vue sur l'Oise ou Paysage à Arleux-du-Nord.

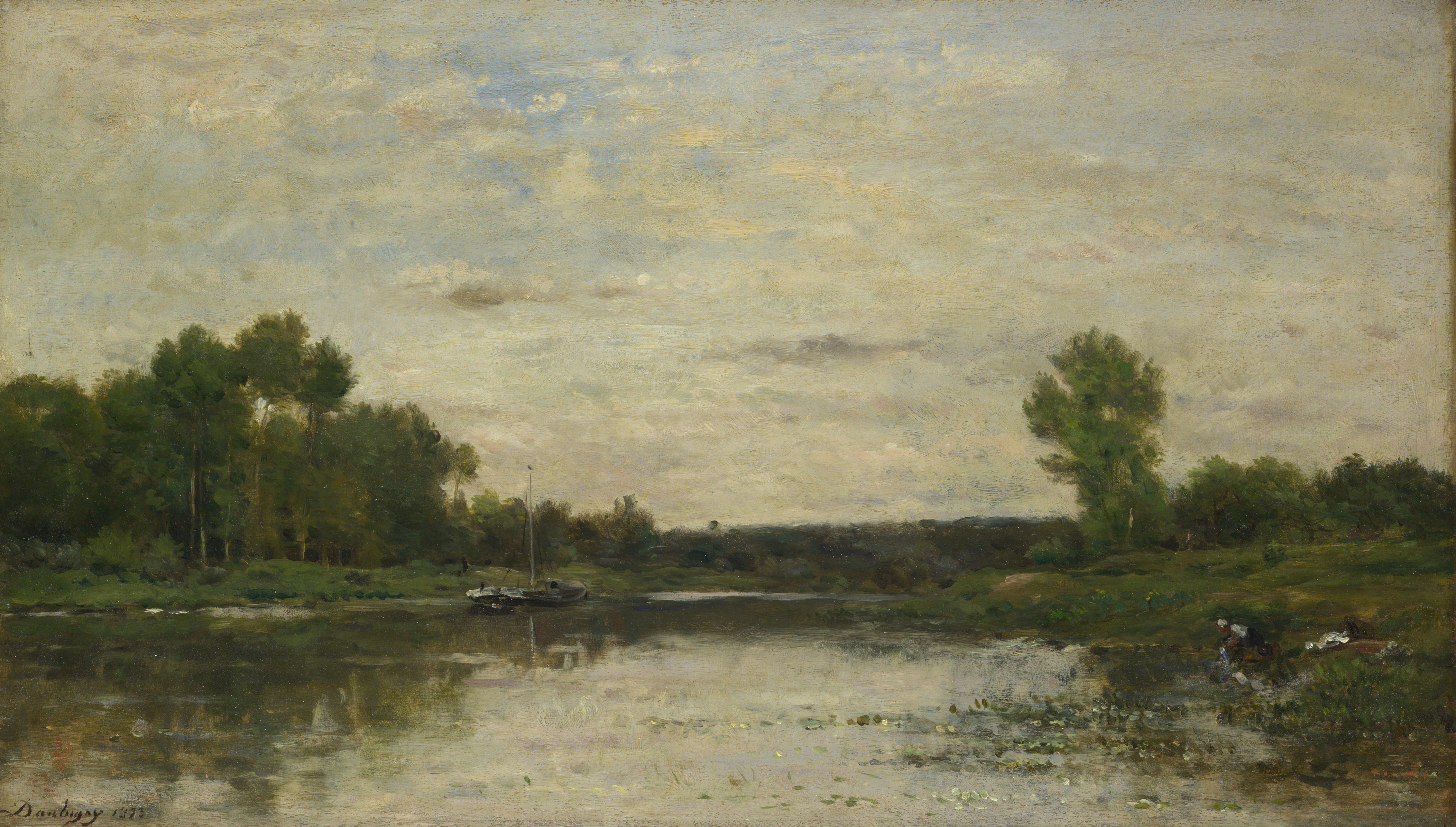
Vue sur l'Oise (1873) de Charles Daubigny à la National Gallery

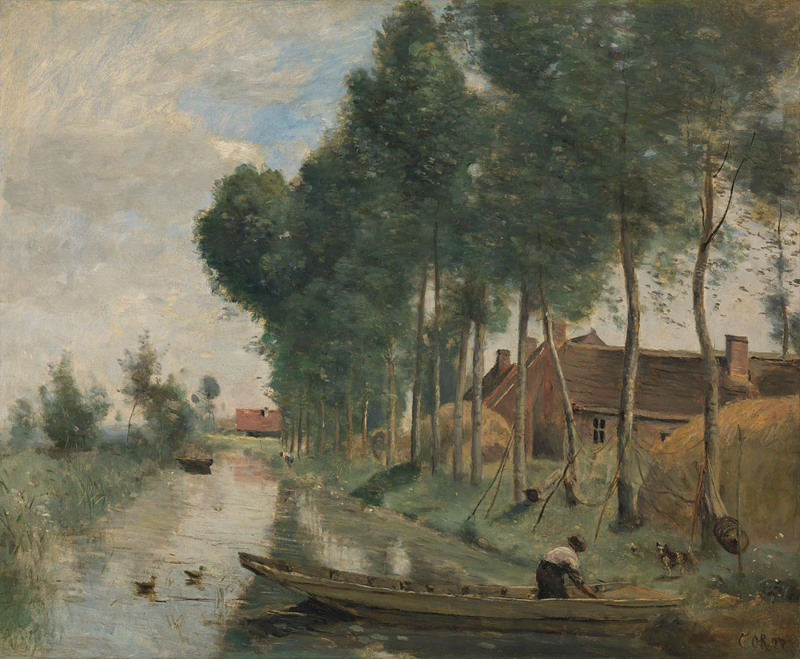
Paysage à Arleux-du-Nord (1871) de Corot à la National Gallery